# Panna (hrad)
Panna je zaniklý hrad v okrese Litoměřice v Ústeckém kraji. Nachází se na vrcholu stejnojmenného vrchu v nadmořské výšce 596 metrů asi 0,5 km severozápadně od Řepčic. Dochovaly se z něj pouze drobné terénní relikty valů a jiných staveb. Od roku 1964 je chráněn jako kulturní památka.

## Historie
Hrad nechal vybudovat Zikmund Děčínský z Vartenberka v době husitských válek jako opěrný bod proti Žižkovu hradu Kalich vzdálenému vzdušnou čarou necelé dva kilometry. Podobnou funkci plnil také nedaleký hrad Litýš. Je pravděpodobné, že Panna stála už na podzim roku 1421, kdy musel Zikmund z Vartenberka ukončit obléhání Kalichu.

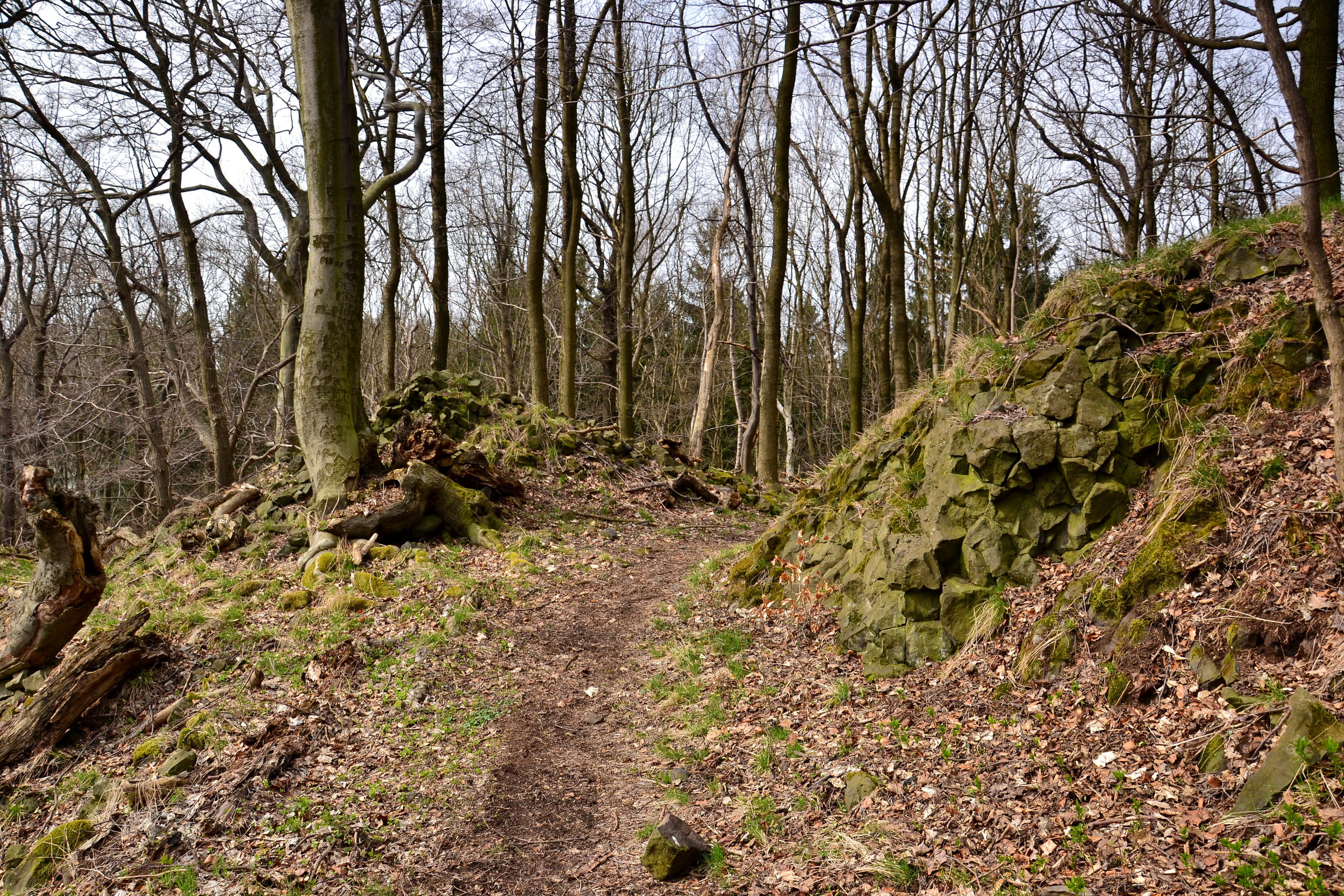
Prostor druhé brány

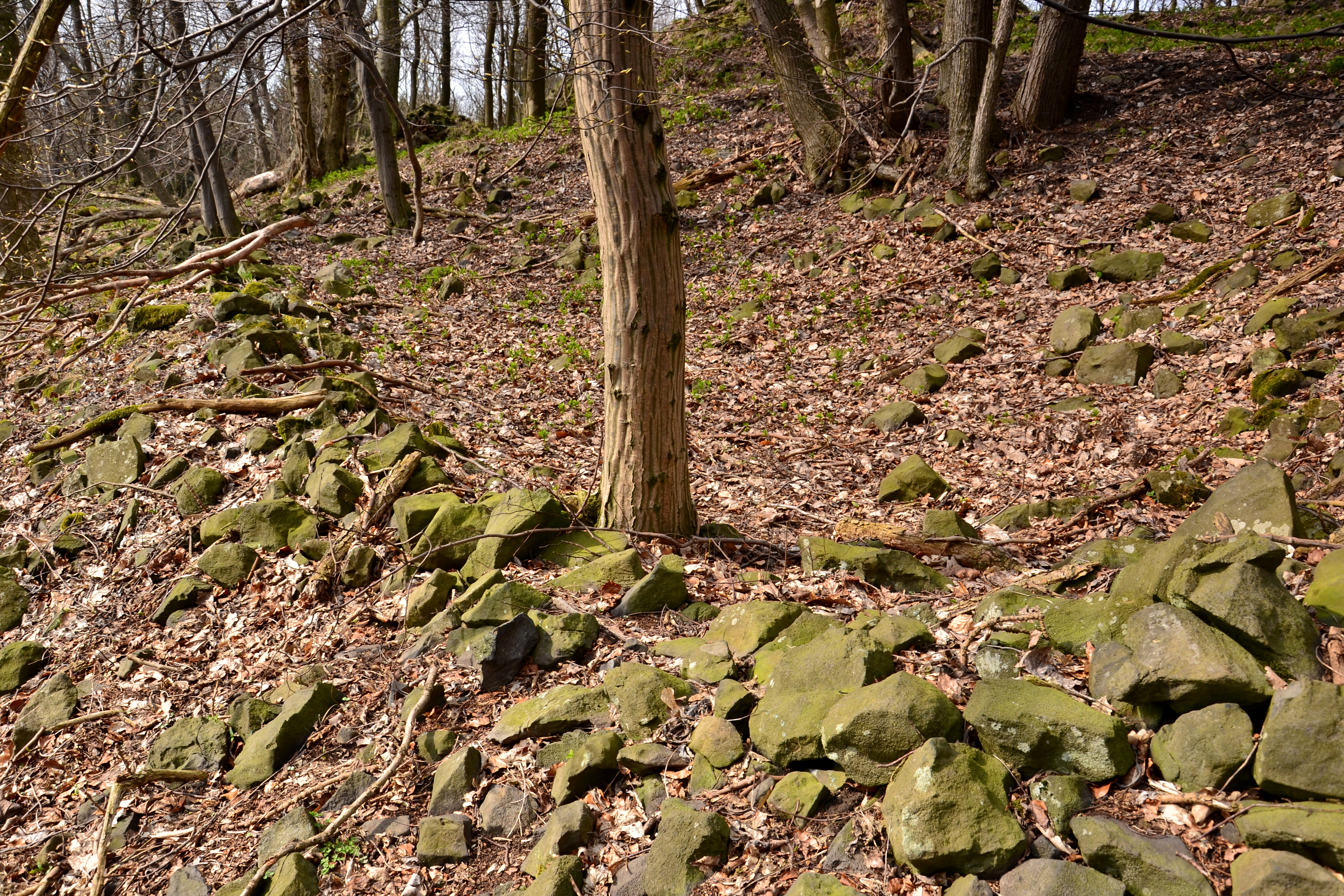
Relikt opevnění nádvoří za druhou bránou

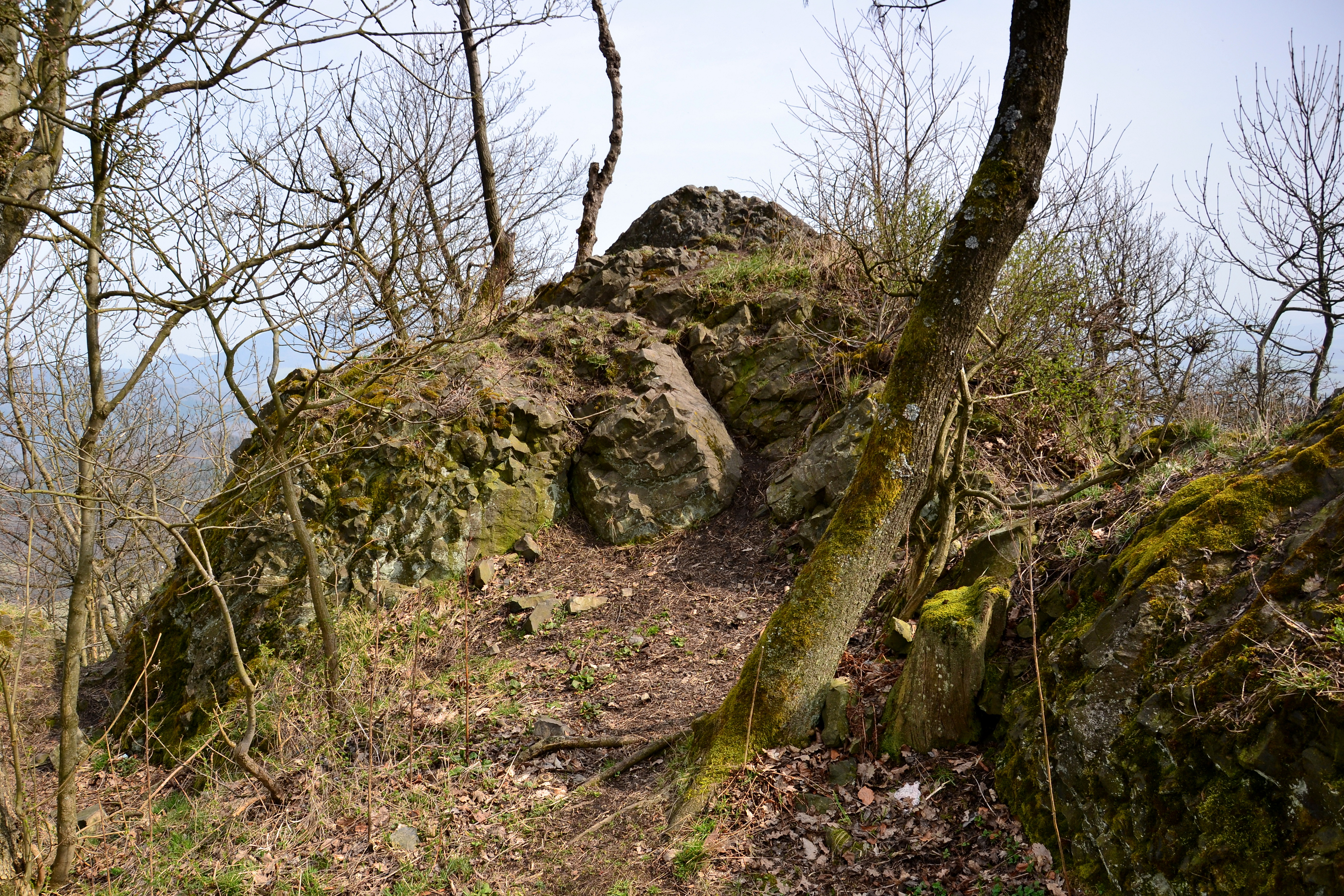
Přitesaná vrcholová skála hradního jádra

První nepochybná písemná zmínka o hradu z roku 1422 pochází z listiny Zikmunda Lucemburského, který v ní zastavuje majetek bývalé býčkovické komendy právě Zikmundovi z Vartenberka. Husité hrad neúspěšně oblehli už roku 1422. Uspěli až v roce 1423, kdy byl jedním z hejtmanů husitského vojska pan Bohuslav ze Švamberka. Novým hejtmanem Panny se stal Hašek Čelechovec z Kralovic a hrad zůstal v husitských rukou až do svého zboření v roce 1437. Po bitvě u Lipan císař Zikmund pověřil Zikmunda z Vartenberka, aby hrad oblehl. Ten v dopise z 15. ledna 1437 během obléhání žádal o posily posádku Königsteinu. Obránci Panny se vzdali, až když jim kapitulaci nařídil jejich velitel zajatý při pokusu přivést pomoc z Hradce Králové. Hrad byl poté zbořen, ale císař znovu nařídil zboření Kalichu i Panny s odúvodněním, že jsou tam loupežnická doupata a nemají dostatek důchodů pro svou obranu.

## Stavební podoba
Přestože byl hrad rozsáhlý, byla většina jeho konstrukcí dřevěná. Opevnění tvořily sypané terasy obezděné vodorovně kladenými sloupky místního augititu spojovaného hlínou, které zároveň ukotvovaly dřevěné ohrazení.
Přístupová cesta vedla od severu. Prošla první branou na první malé nádvoří beze stop zástavby. Za druhou branou, u které stála dřevěná obdélná budova, se cesta rozdvojila. Jedna větev pokračovala na jihovýchod podél svahu, kde z terasy vystupují tři zemní bašty. Druhá větev zamířila na severovýchod ke třetí bráně chráněné malou zemní baštou. Za třetí branou se areál hradu dělí do několika dalších oddílů, jejichž vzájemný vztah není zcela jasný. Cesta vedla zřejmě podél opevnění k severovýchodu, prošla čtvrtou branou a vstoupila na nádvoří se stopami jedné nebo dvou budov. Vlastní jádro stálo na vrcholové skále přístupné strmou stezkou, která může kopírovat průběh středověkého přístupu do jádra. Ve skále jsou patrné stopy po otesání a podle nalezených úlomků kachlů, byly některé budovy vytápěny kamny.